# Luis Eyzaguirre
Luis Armando Eyzaguirre Silva (* 22. Juni 1939 in Santiago de Chile) ist ein ehemaliger chilenischer Fußballspieler, der mit der Nationalmannschaft seines Heimatlandes Dritter bei der Fußball-Weltmeisterschaft 1962 wurde und 1966 an einer weiteren Weltmeisterschaft teilnahm.

## Karriere

### Vereinskarriere
Luis Eyzaguirre begann mit dem Fußballspielen 1953 bei CF Universidad de Chile. Mit vierzehn Jahren gab er sein Debüt in der ersten Mannschaft des Vereins. Fortan war der Abwehrspieler Teil des berühmten Ballet Azul von Universidad de Chile, das zwischen 1959 und 1969 sechsmal den nationalen Meistertitel gewann. Wichtige Spieler dieser Mannschaft waren neben Eyzaguirre auch zum Beispiel Leonel Sánchez, Jaime Ramírez und Rubén Marcos. Seinen Namen bekam das Ballet Azul, angelehnt an die Mannschaft von CD Los Millonarios der frühen 1950er Jahre, die den gleichen Spitznamen hatte, nach einer Europareise, wie auch Millonarios, auf der Universidad de Chile unter anderem Inter Mailand, damals italienischer Meister und Sieger im Europapokal der Landesmeister, besiegte. Eyzaguirre spielte von 1953 bis 1966 dreizehn Jahre lang für den Verein aus der Hauptstadt Santiago, in der er 1939 geboren worden war. 1967 verließ er Universidad de Chile und schloss sich CD Huachipato aus Talcahuano an. Der gerade erst aufgestiegene Verein und Eyzaguirre konnten sich in der Primera División festsetzen und 1974 wurde der Verein zum ersten und bisher auch einzigen Mal chilenischer Meister. Zu diesem Zeitpunkt weilte Eyzaguirre schon nicht mehr in Talcahuano, er wechselte 1972 zum unterklassigen Verein CD Ferroviarios, wo er im folgenden Jahr seine Laufbahn ausklingen ließ.

### Länderspielkarriere
Luis Eyzaguirre spielte zwischen 1959 und 1966 in 54 Länderspielen für die chilenische Fußballnationalmannschaft. Mit ihr nahm er an der Fußball-Weltmeisterschaft 1962 im eigenen Land teil, wo die chilenische Mannschaft positiv überraschte und bis ins Halbfinale vordrang, wo man jedoch am späteren Weltmeister Brasilien scheiterte. Luis Eyzaguirre wurde dabei bei allen sechs Spielen seiner Mannschaft eingesetzt, ein Tor gelang ihm wie in all seinen Länderspielen nicht. Vier Jahre später bei der Fußball-Weltmeisterschaft 1966 in England stand er erneut im Aufgebot der Chilenen. Diesmal konnte keine Überraschung erreicht werden und die chilenische Mannschaft schied nach der Vorrunde als Gruppenletzter hinter der Sowjetunion, Nordkorea und Italien aus. Nach dem Weltturnier 1966, bei dem Luis Eyzaguirre lediglich in einem Spiel, dem 0:2 gegen Italien in Sunderland, eingesetzt wurde, endete die Nationalmannschaftszeit Eyzaguirres nach 54 Einsätzen.

## Erfolge
Universidad de Chile
- Chilenischer Meister (5): 1959, 1962, 1964, 1965, 1967

Nationalmannschaft
- Fußball-Weltmeisterschaft: WM-Dritter 1962